# Solomon (Händel)
Solomon (HWV 67) is een driedelig Oratorium van de Engels/Duitse componist Georg Friedrich Händel.
Het libretto beschrijft onder andere het bezoek van de Koningin van Sheba aan Koning Salomo.
De première vond plaats op 17 mei 1749 in het Covent Garden Theatre van Londen.

## Media
- Heeft u problemen met het afspelen van deze bestanden? Zie audiohulp.